# Muzeum Regionalne w Wolsztynie
Muzeum Regionalne w Wolsztynie – wielooddziałowe muzeum z siedzibą w Wolsztynie. Placówka jest miejską jednostką organizacyjną.

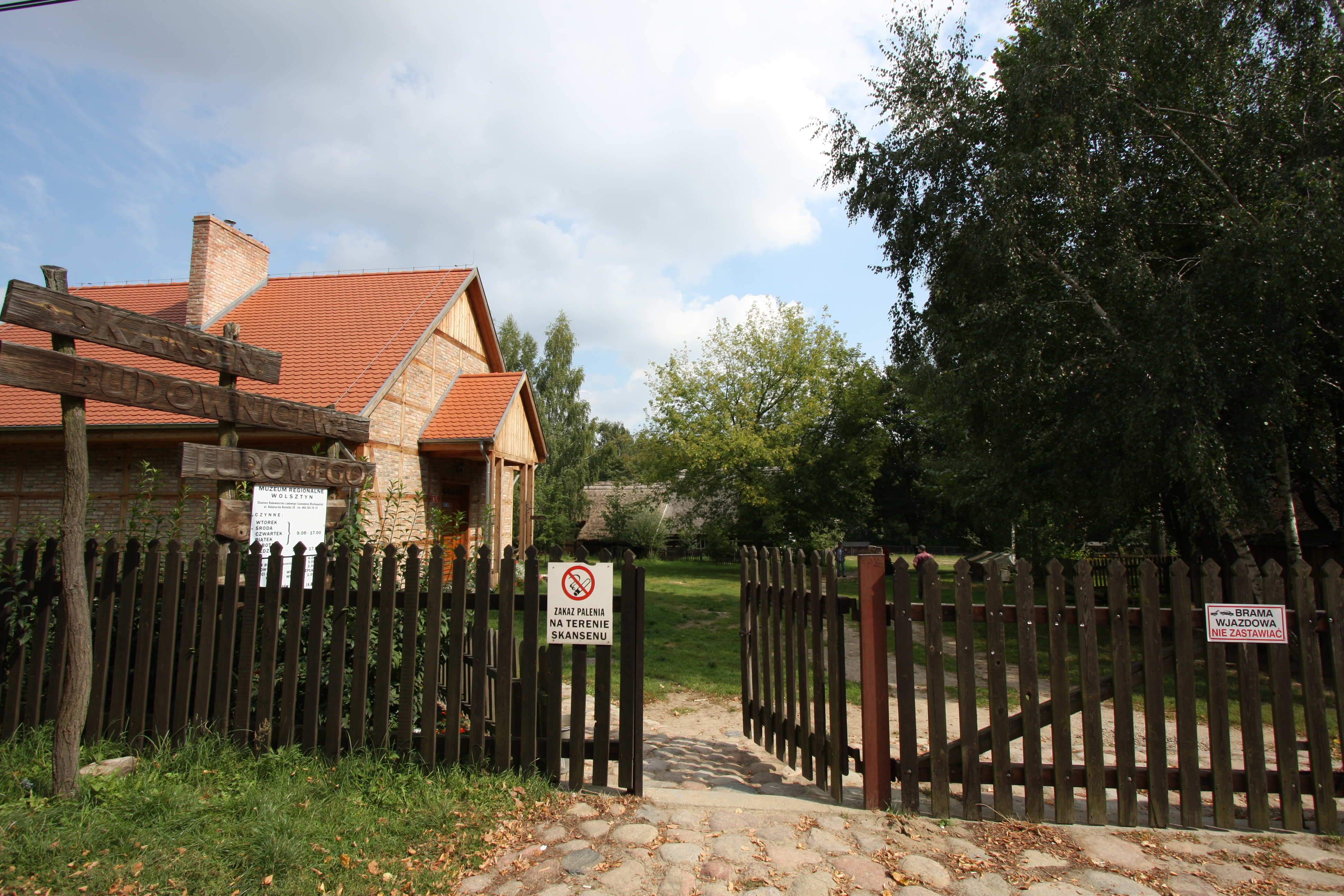
Skansen Budownictwa Ludowego Zachodniej Wielkopolski

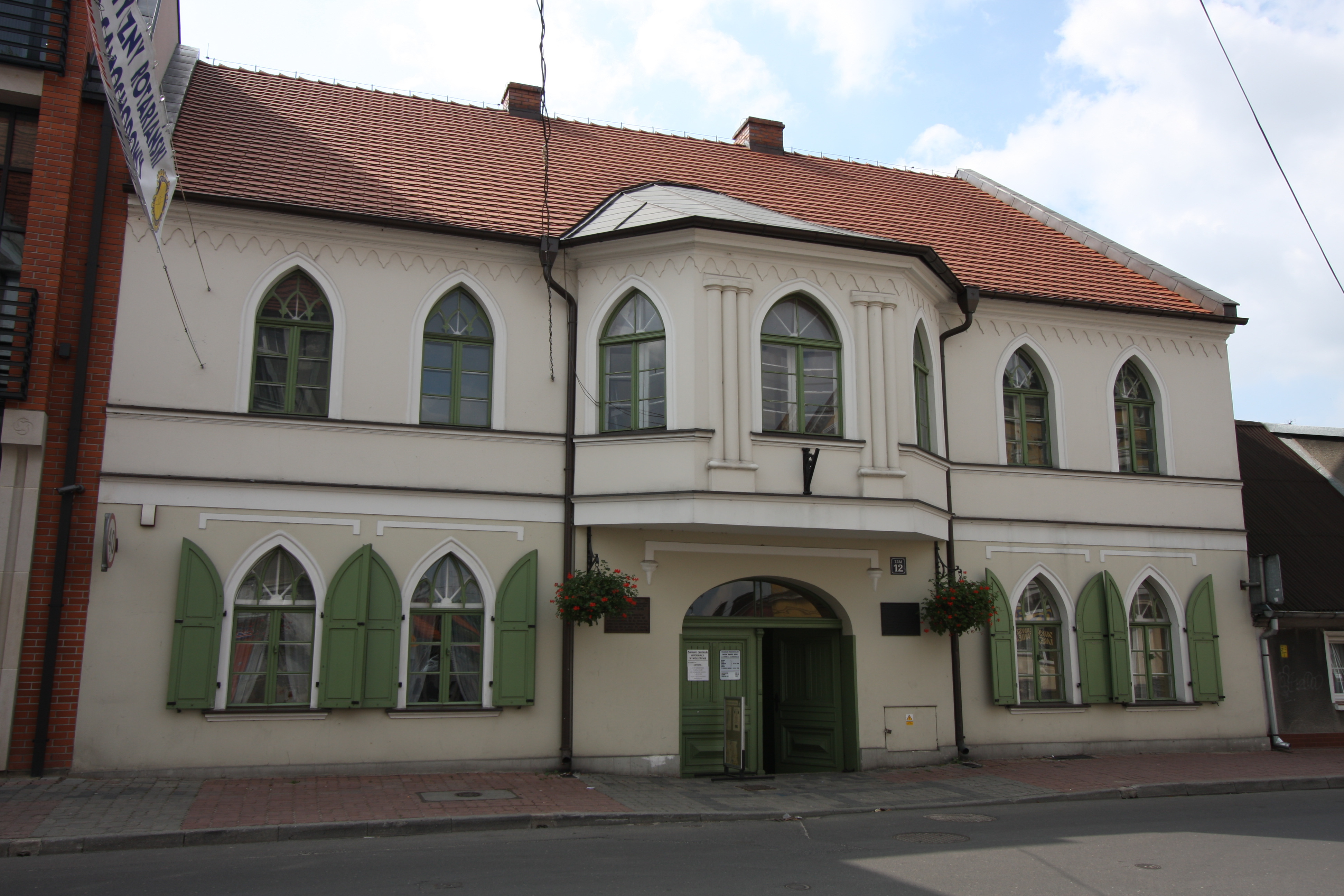
Muzeum Dr. Roberta Kocha

Zbiory muzeum prezentowane są w ramach trzech funkcjonujących oddziałów:
- Muzeum Marcina Rożka,
- Skansen Budownictwa Ludowego Zachodniej Wielkopolski,
- Muzeum Dr. Roberta Kocha.

## Muzeum Marcina Rożka
Placówka znajduje się przy ul. 5 Stycznia 34, a jej siedzibą jest pochodzący z 1934 roku dom, zaprojektowany przez prof. Marcina Rożka – wybitnego polskiego malarza i rzeźbiarza, wykładowcę Szkoły Sztuk Zdobniczych w Poznaniu. Muzeum zostało otwarte w 1968 roku dzięki kolekcji prac i pamiątek, przekazanych przez siostrę artysty, Jadwigę. Oprócz ekspozycji poświęconej Marcinowi Rożkowi, prezentowane są również wystawy poświęcone jego uczniowi, Edwardowi Przymuszale oraz urodzonemu w Wolsztynie filozofowi i matematykowi Józefowi Hoene-Wrońskiemu.

W budynku mieści się również dyrekcja muzeum oraz biblioteka.

## Skansen Budownictwa Ludowego Zachodniej Wielkopolski
Skansen mieści się przy ul. Bohaterów Bielnika 26. Dla zwiedzających został udostępniony w 1986 roku. Na terenie obiektu prezentowanych jest 13 dużych budowli, reprezentujących architekturę ludową pogranicza wielkopolsko-lubuskiego.

## Muzeum Dr. Roberta Kocha
Placówka mieści się przy ul. Roberta Kocha 12, a jej siedziba jest pochodzący z lat 1842-46 budynek szpitala dla ubogich. Jest poświęcone osobie dr. Roberta Kocha – niemieckiego bakteriologa, odkrywcy bakterii wąglika, cholery i gruźlicy, laureata Nagrody Nobla. Zostało otwarte w 1996 roku, dzięki współpracy z Fundacją Polsko-Niemiecką oraz Stowarzyszeniem Naukowym Roberta Kocha jako kontynuacja istniejącej od 1958 roku Izby Pamięci, poświęconej uczonemu. Muzealna ekspozycja nawiązuje do lat 1869-1880, kiedy to Robert Koch przebywał w Wolsztynie i okolicach, pełniąc m.in. przez 8 lat funkcję lekarza powiatowego. Składają się na nią m.in. dokumenty, fotografie oraz meble z epoki.

## Zwiedzanie
Muzeum jest obiektem całorocznym, wstęp jest płatny. Zwiedzanie odbywa się w następujące dni:
- Muzeum Marcina Rożka oraz Muzeum Dr. Roberta Kocha - od wtorku do soboty oraz w pierwszą i trzecią niedzielę miesiąca (wstęp bezpłatny)
- Skansen Budownictwa Ludowego Zachodniej Wielkopolski – w sezonie turystycznym (15 IV - 15 X): codziennie z wyjątkiem poniedziałków, poza sezonem - od wtorku do piątku.